# Tarm Center

Logo des Tarmcenters

Das Tarm Center  (Alternativschreibweise tarm center) war eine 1986 eröffnete, international bekannte Großdiskothek im Bochumer Gewerbegebiet Rombacher Hütte.

## Beschreibung
Das Tarm Center nutzte das seinerzeit neue Konzept der Erlebnisgastronomie mit integriertem Restaurant, mehreren Bars, Diskos und einem 600 m2 großen Außenbereich mit Swimmingpool. Die Hauptdisco diente mit ihrer Architektur und der aufwendigen Licht-, Laser und Schalltechnik nicht nur als Diskothek, sondern wurde auch für TV-Aufzeichnungen und als Demonstrationsraum für Lasershows benutzt. Das Tarm Center gehörte zur tarm-Unternehmensgruppe, welche große Teile der damaligen Produktpalette unter realen Bedingungen im Live-Einsatz testen und vorführen konnte. Obwohl die ersten Laseranlagen bereits im 1979 eröffneten theatre de tao in der Bochumer Innenstadt gezeigt wurden, war es erst in dem von Anfang an als Diskothek konzipierten Gebäude möglich, die Möglichkeiten der Laser- und Showtechnik zu zeigen. Anfang der 1990er Jahre war das Tarm Center ein Szenetreff vieler Produzenten und Newcomer aus dem DJ-Sektor des Ruhrgebiets. Das Tarm Center musste nach 17 Jahren am 30. April 2003 geschlossen werden, da man sich mit dem Verpächter nicht über die Konditionen einer Pachtverlängerung einigen konnte.
Der Name „Tarm“ ist ein Kunstwort aus den Anfangsbuchstaben von Technische Akustik Rüdiger Müller – der Firma, zu der das Tarm Center gehörte. Mittlerweile liegen die Namensrechte nicht mehr beim ehemaligen Firmengründer, sondern bei zweien seiner damaligen Partner.

## Nachfolgekonzepte / Nutzung heute
Der ursprünglich in rotem Klinker realisierte Gebäudekomplex erinnert unter den Nachnutzern kaum mehr an die Zeit als führende „Edel-Disko“: Die Betreiber der Nachfolgekonzepte „Exhibition“, „Rombachs“ und „Ruhrpalais-Bochum“ konnten an den Erfolg des Tarm Centers nicht anknüpfen und mussten den Betrieb einstellen. Von März 2009 bis Dezember 2010 wurde der Gebäudekomplex unter den Namen „Fridays“ bzw. „Polonia Palais“ von neuen Betreibern genutzt, das „Polonia Palais“ zog Anfang 2011 jedoch in das Einkaufszentrum Ruhr-Park.

## Tarm Center West
Im November 1993 wurde in Frechen bei Köln das Tarm Center West eröffnet. Das Konzept war mit dem des Bochumer Tarm Centers identisch: Auf über 2000 m² feierten bis zu 3000 Gäste vornehmlich bei Techno, Schlager und Pop. Ende der neunziger Jahre sendete der TV-Sender VIVA live aus dem Tarm Center West die Sendung VIVA Club Rotation mit Moderatorin Daisy Dee. Die Resident DJs waren zu dem Zeitpunkt Jens O. und Barbaros. 2007 wurde das Tarm Center West wegen Insolvenz geschlossen.  Hintergrund war der mangelnde Zuspruch der Gäste. Seit Dezember 2007 wurde das Tarm Center West für rund eine halbe Million Euro umgebaut und im April 2008 unter dem neuen Namen Juby Q neu eröffnet.
Im Juli 2012 schloss das Juby Q. Im September 2012 wurde die Location unter dem Namen „Vivaland“ neu eröffnet.